# Jリーグ秋春制
この項目においては、日本プロサッカーリーグ（Jリーグ）のシーズンを「秋開始・春終了」いわゆる「秋春制」へ変更すべきか否かの議論について記す。
なお、Jリーグが2023年12月19日に決定した2026-27シーズンからのシーズン移行スケジュールでは「8月開幕・5月閉幕」が予定されており、厳密には「秋開幕」とは言えないが、本項目では各種報道の表現に準じて「秋春制」の言葉を用いることとする。

## 概要
Jリーグのシーズンは1993年のリーグ戦開始当初から「2-3月開始・11-12月終了」という、いわゆる「春秋制」が採用されている。一方で、世界中の有力選手が集まる欧州サッカー連盟 (UEFA) 加盟国のプロリーグは、その多くで「8-9月開始・5-6月終了」という「秋春制」が採用されている。そもそもJリーグの前身である日本サッカーリーグ (JSL) は、最後の7年間である1985年度（第1節9月6日から最終節1986年3月26日まで）から1991年度（第1節9月7日（1部は9月14日）から最終節1992年3月29日まで）までを、秋春制で実施していた。
こうしたことから、Jリーグのシーズンを欧州に合わせた「秋春制」へ移行すべきという意見が2000年頃から複数のサッカー関係者から出ていた。特に2008年7月に日本サッカー協会 (JFA) 会長に就任した犬飼基昭が就任直後から「2010年からのJリーグ秋春制移行」という持論を唱え、関係機関に議論を促した ことで議論が具体化することになった。

## メリットとデメリット

### 賛成者側の主張
- 西ヨーロッパの主要なリーグの日程に合わせることを主眼に組まれた国際カレンダーに対応しやすく、日本代表の強化にも繋げられる[4]。
- 国際Aマッチデーが欧州日程に合わせ欧州シーズン序盤の秋に多く設定されていることから、代表チームの強化に利点がある。現在春秋制のJリーグではシーズン最終盤になり、欧州遠征の日程調整が難しい[5]。
- 激しい運動で脱水症状にも陥りやすいサッカー選手はリスクもより高くなる。選手の命を守るために酷暑の日本の夏にサッカーをするのは避けるべき[6]。
- 春秋制でも実質的に冬～初春に始まり晩秋～冬に終わる日程のため、酷寒や雪での試合開催を防げていない。
  - 例えば開幕時に積雪が多いケースとして2018年3月の山形[7]、終盤に酷寒だったケースとして2020年12月の松本[8] などがある。
  - また2014年のJ1では、開幕節の甲府vs鹿島が大雪の影響で国立競技場での開催に変更になり[9]、最終節・新潟vs柏は大雪の影響で中止の上、その後の降雪見通しや最終節であることの影響を考慮してカシマスタジアムでの開催を余儀なくされた[10] という事例もある。
- 雪国のクラブも、冬季に長期に渡ってアウェーが連続する日程にしてしまえば、試合を行える[2]。

### 反対者側の主張
- 秋春制移行に当たって、雪国のクラブでは冬季開催に向けた雪寒対策のために相当の施設整備が必要になるが、このことがクラブにとっての相当な経営リスクとなる[11]。
  - Jリーグの実質的な前身であるJSLは秋春制で実施していたが、東北や北陸などのいわゆる「雪寒地域」にJSL加盟クラブが無く（当時最も北に位置するクラブでも茨城県の住友金属まで）、参考にならない[12]。
  - 日本では降雪量の多い地域が多く、降雪時にはスタジアム内の除雪が出来ても選手やサポーターらが試合会場に向かうためのアクセスを確保できない[13]。
- 欧米と同じ秋春制へ移行したとしても、夏の移籍期間中に移籍金が少なく済むとは言えないし、冬期の選手移籍の数が減るとも言えない[11]。
- 日本では学校や企業の季節区切りを春とすることが定着しており、これとずらすことのマイナス面が大きい[11]。
  - サッカーを含めたスポーツに対する捉え方が「楽しむ」観点から始まった欧米とは異なり、日本では教育の延長上にスポーツがあるが、日本では「4月入学」が定着しており、欧米同様の「9月入学」への移行も検討されたが見送られた経緯もある（9月入学論争も参照）[14]。
  - 公共施設をホームスタジアムとして使用しているクラブの場合、施設利用の年間スケジュールの基準が4月となっていることが多く、年度が始まった後の（シーズン終了時の）6月に翌シーズンの会場を確保させるとなった場合、他団体（別の競技団体）に影響が及ぶ[15]。
- ウィンターブレイクを導入した場合、厳寒期の試合開催を減らせるかも知れないが、その分試合開催可能な期間が1か月近く減り、日程が今以上に過密になる[11][12]。
- 2022年2月3日にミネソタ州セントポールで行われた2022 FIFAワールドカップ・北中米カリブ海3次予選（最終予選）第11節・アメリカ対ホンジュラス戦では気温マイナス16.7度という極寒で選手が低体温症になるという事態も起きており、酷暑時と同様に極寒での試合における健康への悪影響は軽視できない[16]。
- 秋春制を採用しているヨーロッパでも、北部を中心に春秋制への移行を唱える意見がある。
  - 2008年には当時ドイツ代表監督を務めていたヨアヒム・レーヴが「2月開幕・11月終了」の春秋制移行を提案したことがある[17]。
  - 2013年頃にはカタールでの開催が決定した2022 FIFAワールドカップの冬開催案にあわせて、欧州のサッカーリーグがこれに対応すべく春秋制に移行する議論が行われている[18]。

## 2007年以前の議論
2000年5月、Jリーグはリーグの盛り上げと活性化を目的に、過去の経験からさまざまな問題点や課題を洗い出し、開催シーズンや日程、動員対策などを検討するプロジェクトとして「J.League NEXT 10 Project」を立ち上げ、この議論の中で「2006年ごろを目途とした秋春制への（シーズン）移行を検討する」ことが盛り込まれていた。
また、2006年7月には、当時の日本代表監督であったイビチャ・オシムが「日本もヨーロッパにシーズンを合わせた方がよいのではないか」との提言を残している。
| 賛成                        | 5クラブ | 浦和、柏、湘南、清水、名古屋                                    |
| 反対                        | 6クラブ | 仙台、山形、G大阪、愛媛、福岡、（匿名1）                        |
| 判断できない どちらでもない | 9クラブ | 鹿島、草津(群馬)、千葉、FC東京、川崎、 横浜FM、甲府、神戸、徳島 |
| 回答なし                    | 非公表  | 非公表                                                          |

こうした動向を受けて、朝日新聞は2007年当時のJリーグ各クラブに対して、秋春制の導入についての賛否アンケートを行い、その結果を公表した。5クラブが賛成する一方、東北にホームタウンを置く2クラブを含む6クラブが反対、「どちらでもない」「（賛否を）判断できない」と回答したクラブが9クラブと、意見が大きく割れることとなった。

## 2008年-2009年の議論
前述のとおり、2008年にJFA会長に就任した犬飼基昭が、Jリーグに対して2010年からの秋春制導入を目指して積極的な議論を促したことで、2008年10月28日にはJリーグ将来構想委員会がシーズンの秋春制移行を課題に挙げて本格検討することを確認、秋春制の是非についての議論が本格化する。
Jリーグ将来構想委員会は2009年3月、検討の結果として「冬場の試合開催が困難」「観客動員が見込める7-8月に試合をしないことに対する倶楽部経営へのデメリット」を理由に『秋春制移行をしない』とする結論をまとめたが、犬飼JFA会長がこの結論を「議論が不十分」として了承せず、JFAとJリーグの双方からメンバを出したワーキングチームによる議論の継続を求めることとなる。
そんな中、2009年3月14日に行われたJ1第2節・モンテディオ山形vs名古屋グランパス（NDソフトスタジアム山形）が激しい降雪の中行われ、加えて山形のホーム開幕戦にもかかわらず観客が12000人程度にとどまったことが議論に影響を与えた。これに対し、犬飼は「観戦者の多さは対戦カードで決まり、季節では決まらない」と降雪の影響を否定し、引き続き秋春制移行を前提とした議論の継続を求めた。
しかし、犬飼の協会運営（特に秋春制導入への強硬姿勢）に批判的な多数意見を受けて1期のみでJFA会長を退任し、後任のJFA会長となった小倉純二も秋春制移行を支持はするものの、犬飼ほど急進的に結論を求めることをしなかった ため、表面上は落ち着いた状況となった。

## 2012年-2013年の議論
2012年5月9日、小倉JFA会長はAFCアジアカップ2015の開催時期に合わせた2014年からの秋春制本格移行を前提として、Jリーグ開幕を3月から8月に変更することを提案していることを明らかにした。
Jリーグの実行委員会は2013年6月、シーズン移行を前提に積雪地クラブの環境整備などの準備を進めることで合意した。ヨーロッパ各国リーグやAFCチャンピオンズリーグ（ACL）の動向を見極めるためにシーズン移行の期限を定めないこととし、寒冷地の4クラブに対して施設整備を行うことを前提としたが、その費用についてJFA会長の小倉は2010年のインタビューの中で「最低でも20数億、上の方で200億近く」と述べており、時間がかかることが予想された。

## 2016年-2017年の議論
2016年1月に行われたJFA会長選挙では田嶋幸三が僅差で勝利したが、対立候補の原博実が大幅に票を伸ばした要因として田嶋が秋春制推進派であったことが挙げられた。
2017年になって、Jリーグの秋春制への移行について、「2019年から移行」「2022年から移行」「当面移行しない」の3案を掲げ議論を重ねるとした。Jリーグチェアマン・村井満は、2017年5月の理事会で、「実行委員会の議論を理事会に報告して（2017年）年度内に一つの方向性を出していきたい」とする見解を述べた。その後の実行委員会で検討を行ったが、「雪国での練習・試合・観戦等の環境整備」「リーグ戦開催可能期間（約1か月短くなる）」「シーズン移行によるクラブ経営上のリスク」「年度をまたぐことによるスタジアム使用調整」を理由に8割のJリーグクラブが秋春制への移行に反対の姿勢を示し、最終的に2017年12月12日に行われたJリーグ理事会で、シーズン秋春制の移行を正式に見送ることを決定した。

## 2022年-2023年の議論

### 発端
2022年2月25日、アジアサッカー連盟（AFC）はアジアのクラブチームが参加する国際大会であるAFCチャンピオンズリーグ（ACL）及びAFCカップを2023年以降は秋春制に移行することを発表した。これはAFC会長のサルマーン・ビン・イブラーヒーム・アール＝ハリーファが2021年11月のAFC実行委員会で提唱した改革案 が採用されたもので、その意義についてはACLは「アジアのトップクラブが移籍期間を同期することによって、質の高い選手やコーチを獲得する機会を改善し、代表チームの活動とのバランスを保つこと」と説明しており、春秋制を採用する（日本を含めた）東アジアの国内リーグに対して秋春制への移行を暗に促すものとなった。
2017年の議論では「ACL出場4クラブだけがリーグ戦最終局面を厳しい日程で戦うことになる」ことを移行しない理由に掲げていた が、この理由が覆されることにもなり、秋春制移行への議論が再燃。2022年にJリーグチェアマンに就任した野々村芳和は役員候補者選考委員会後の記者会見で、それまで北海道コンサドーレ札幌の社長として2017年の議論に加わってきた経緯を踏まえた上で、「雪国では12月、1月、2月にその作品が見られない、表現できないということは、変えていけるのであれば変えていかなくてはいけないのではないか」と述べ、表向きは議論に前向きな意向を示した。

### 検討の着手
2023年2月、Jリーグは秋春制移行へ向けた具体的な検討に着手する。検討着手の理由として、ACLの秋春開催移行と共に、AFCのクラブコンペティション構造の変更（AFCチャンピオンズリーグエリート・AFCチャンピオンズリーグ2への移行）とFIFAクラブワールドカップの開催方式変更（4年に1度の開催に変更）に伴う国際大会の価値向上に加え、FIFAインターナショナルマッチカレンダーの変更に伴い、リーグ終盤となる9月から11月に国際Aマッチのためのリーグ中断期間が長く取られることなどを踏まえ、日本サッカーにとって最適なカレンダーはどのようなものなのかを抜本的に議論することを掲げた。問題点の整理を行う4月18日の実行委員会では7割以上のクラブ社長がシーズン移行に消極的な発言を述べた が、それまでの議論と異なり今回はJリーグ側から具体的な論点整理に加え、「7月最終週-8月1週頃開幕」「5月最終週-6月1週頃閉幕」「12月3-4週頃から2月1-2週頃までのウインターブレイク」という具体的なシーズン移行案が示される中で議論が進められた。

### 意見
シーズン移行に向けてJリーグが主導する形での議論には反発も多く、雪寒地域のクラブサポーターが反発の横断幕を掲げるなどの行動も見られた。また、アルビレックス新潟のクラブ社長である中野幸夫は、スタジアム確保の問題、観戦環境・練習環境を含めた除雪問題、夏の暑い時期の試合を回避できないという3点を指摘し、｢感情論ではなく、現実論で（日本では）そもそも秋春制に移行できない」という積極的な反対意見を述べていた。
一方で、議論においては「そもそも、Jリーグ・日本サッカーはどのようなものを目指していくか」という議論に時間を割いていることも明らかにされ、「トップ（クラブ）は100億円、200億円と伸びていく」、「60クラブはそれぞれの地域で経営規模を1.2倍、1.5倍と増やしていく」ことでJリーグ全体の価値向上を目指していることが明らかにされた。また、シーズン移行検討を踏まえて4回に分けて行われたJリーグクラブの監督会議では、シーズン移行の是非にかかわらず夏場の試合を避けるべきとの意見が多く出されたほか、ウィンターブレイクを設けることでオフシーズンが4か月に及び、カップ戦や代表戦を含めた過密日程に懸念を示す意見や、降雪地域への配慮（練習環境を含めた寒冷対策の整備とリーグの補助）を求める意見が出されたことが明らかにされた。
2023年11月6日に行われた日本プロサッカー選手会（JPFA）の臨時総会・臨時大会においては、「日本の夏が厳しい気候になる中でも、年間を通じて試合クオリティーを維持したい」「ACLや欧州シーズンと揃えることも意義がある」との意見が多数を占め、雪国対策を懸念する意見もあったことを踏まえ、JPFAとしてシーズン移行に関し「雪国対策などの重要な課題について、引き続きJFAやＪリーグと協議することを前提に、JPFAとして納得できる解決策が見いだせるのであれば」との条件付きながら「基本的に賛成」との考え方を決議し、公表した。

### シーズン移行決定
2023年12月14日、Jリーグは全60クラブの代表者による実行委員会を開き、「秋春制」についての各クラブの賛否を確認する投票を実施する。
- 2026年から2027年にかけてのシーズンから秋春制への移行を実施することを決め、残された課題を継続検討する
- 現段階では移行を決めずに数か月の検討期間を目安として継続検討を行う
- 移行を実施せず継続検討も行わない

の3つの選択肢から選ぶ形が取られ、「秋春制への移行を実施する」が52票、「現段階では決めない」が7票、「移行を実施しない」が1票となり、条件付きではあるがシーズン移行賛成への意思表明が多数となる。
2023年12月19日に開催されたJリーグ理事会では、秋春制への移行を全会一致で可決し、2026-27年シーズンからのシーズン移行が正式に決定した。理事会後の記者会見では、現行の「2月開幕・12月閉幕」のシーズンを2025年まで実施し、2026年に半年（0.5シーズン）のリーグ戦を実施、2026年8月第1週から2027年5月最終週までのシーズンを実施する方針が明らかにされた。また、降雪地域の13クラブを対象にアウェー連戦となる時期を想定し、これらのクラブのキャンプ費用増額分支援および施設整備支援に100億円程度を用意していることも明らかにされた。
この秋春制移行に先駆ける2026年度上半期（1-6月）の0.5シーズンによる公式戦の素案としては、J1は2026-27シーズン参加予定の20チームを10チームづつ×2組による総当たりリーグ（18試合）+同一順位チーム同士による順位決定戦とし、0.5シースンによる昇降格は行わない方針が検討されている。その有力案として、その20チームを東西2つの地区ブロックに分けて行うのが有力とされ、1位チーム同士による優勝決定戦に勝利して優勝したクラブには2026-27年度シーズンのAFCチャンピオンズリーグエリートの出場権を与えること、上位入賞クラブに対する賞金も検討されている。また、東西の2つのブロックの組み分けは2025年のシーズンの結果を受けて決するという。
またJ2とJ3は混合オープントーナメントとし、それぞれ地区別に10チームづつ×4組による総当たりリーグと順位決定戦が行われることが検討されているほか、PK戦の導入が予定されている。
2024年12月17日に行われたJリーグ理事会で、2026年の前半を「特別大会（仮称）」という名称で開催することを明らかにした。J1の単独とJ2・J3の混合での大会方式で実施される。

### 注記
1. ↑  後にJFA会長として秋春制移行を推進する犬飼基昭は元浦和の社長であり、一方で2009年に開幕節が大雪に見舞われた山形はこの時のアンケートでも「秋春制移行反対」と回答していた。
2. ↑  朝日新聞の報道によると、人事案を協議する次期役員候補推薦委員会において、JFA理事から郵送された投票内容において犬飼への信任票が少なかったと報じている[22]。
3. ↑  この選択肢について、週刊新潮が2023年12月21日発売の誌面で「反対票を減らすために選択肢の文言を変更」との見出しで、予備投票の結果を踏まえて「移行を実施する」という選択肢を「移行実施を決め、課題を継続検討していく」に変更し、賛成票が増えるように「票操作」を行ったと報じた[49] が、Jリーグは当日の議事進行において「当初設定した選択肢の表現内容では、クラブの明確な意見を表明できない」との発言があったことを受けて、議場の確認を経ながら選択肢をより意見表明しやすい文言に変更したことは認めた上で、週刊新潮を名指しし「実行委員会前になされていた一部の投票結果を踏まえてJリーグ事務局にて選択肢の文言変更を主導した事実はない」と反論した[50]。
4. ↑  後に新潟社長の中野幸夫が「移行を実施しない」票を投じたことを明言している[51]。
5. ↑  実行委員会で反対票を投じた新潟も「59クラブの意見と議論の結果を尊重する」との立場を表明している[54]。
6. ↑  北海道コンサドーレ札幌・ヴァンラーレ八戸・いわてグルージャ盛岡・ベガルタ仙台・ブラウブリッツ秋田・モンテディオ山形・福島ユナイテッドFC・アルビレックス新潟・松本山雅FC・AC長野パルセイロ・ツエーゲン金沢・カターレ富山・ガイナーレ鳥取の13クラブ。